# Dictionnaire historique de la Suisse
Pour les articles homonymes, voir DHS.
Vous lisez un « bon article » labellisé en 2009.
Le Dictionnaire historique de la Suisse (DHS) est un projet éditorial qui a débuté en 1988. Il a pour but de présenter l'histoire de la Suisse sous la forme d'une encyclopédie, publié à la fois sur papier et sur Internet, dans trois des langues nationales du pays : allemand, français et italien. Lors de son achèvement fin 2014, la version papier contient environ 36 000 articles répartis en treize volumes. Des nouveaux textes sont ajoutés sur Internet depuis 2019. En parallèle, une édition réduite du dictionnaire a été publiée en romanche sous le titre de Lexicon istoric retic (LIR), et constitue le premier dictionnaire spécialisé de la Suisse rhéto-romane.

## Histoire du projet

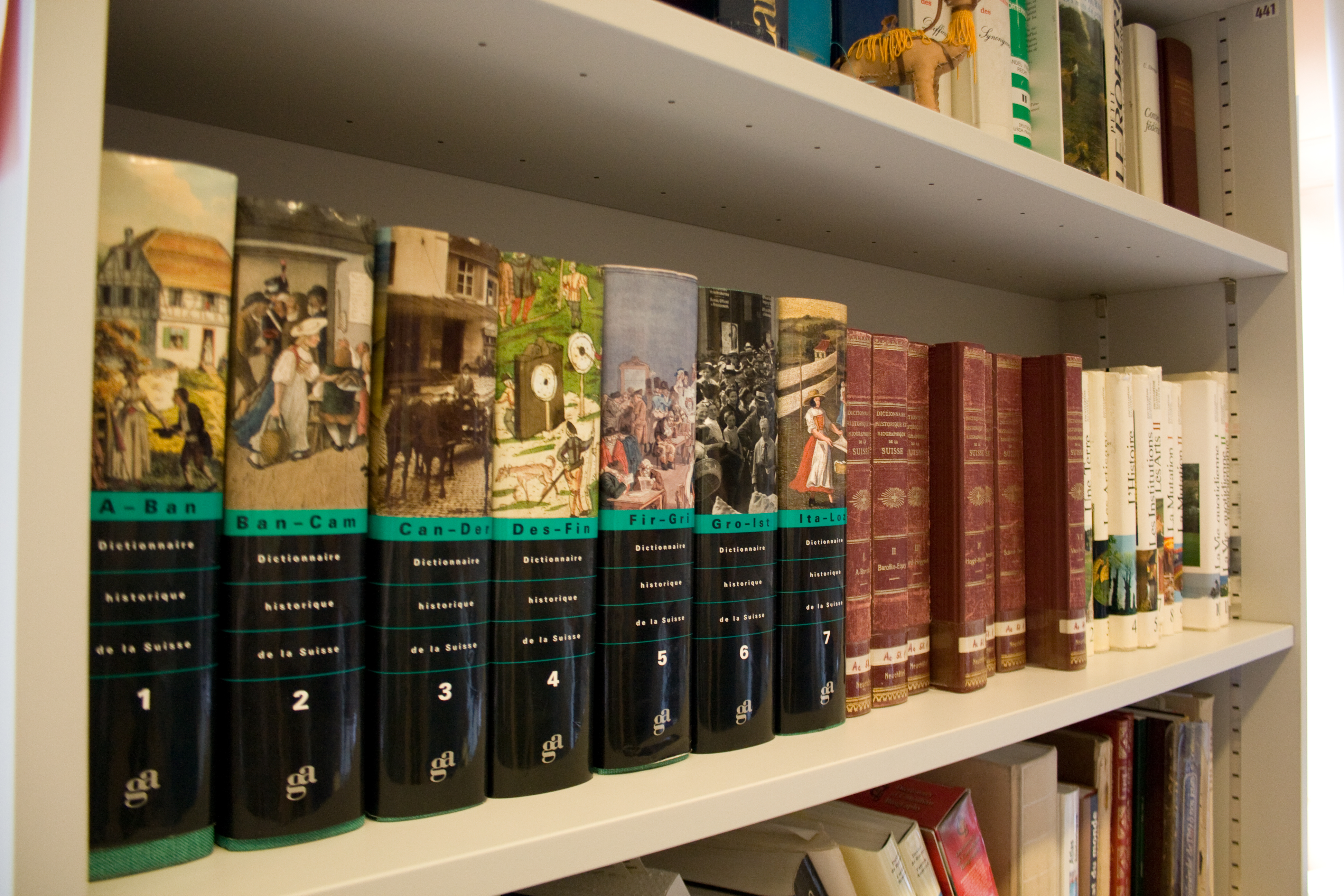
Le DHS avec d'autres dictionnaires.

### Tradition de dictionnaires historiques
Depuis l'époque des chroniques illustrées de Diebold Schilling le Vieux, au XVe siècle, de nombreux ouvrages historiques ont paru en Suisse : la Chronicon Helveticum d'Aegidius Tschudi (1569) est composée d'un millier de documents, les vingt volumes du dictionnaire encyclopédique Allgemeines Helvetisches, Eydgenössisches, Oder Schweitzerisches Lexicon sont écrits par le banquier et homme politique zurichois Johann Jacob Leu entre 1747 et 1765, suivis par le Dictionnaire géographique et statistique de la Suisse du Bâlois Markus Lutz.
Le dernier dictionnaire historique suisse paru entre les deux guerres mondiales est le Dictionnaire historique et biographique de la Suisse (DHBS) publiés en sept volumes entre 1921 et 1934. Édité par le Neuchâtelois Victor Attinger, il fut un échec financier, principalement à cause du manque d'encadrement des auteurs, recrutés en grande partie par les archivistes cantonaux associés au projet.

### Genèse du projet

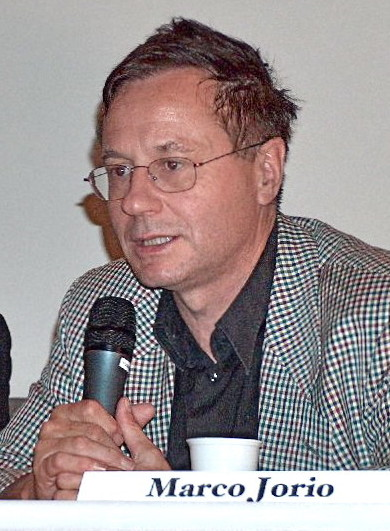
Marco Jorio, rédacteur en chef du Dictionnaire historique de la Suisse de 1988 à 2014, lors du Wikipedia Day à Berne en 2007.

Dès les années 1950, plusieurs initiatives personnelles, dont celles des conseillers fédéraux Philipp Etter en 1958 et Hans Peter Tschudi quelques années plus tard, sont lancées dans le but de créer un successeur au DHBS dont l'échec financier, qui avait alors causé la faillite de sa société d'édition, retient les différents éditeurs et historiens de s'engager dans une nouvelle aventure, selon l'historien Marco Jorio, rédacteur en chef DHS, cité par Le Temps. L'idée est cependant reprise par deux éditeurs au début des années 1980, avant d'aboutir en 1983 auprès de l'Académie suisse des sciences humaines et sociales (ASSH) qui mandate deux professeurs, Carl Pfaff de l'Université de Fribourg et Alain Dubois de celle de Lausanne. Accompagnés de l'archiviste du canton de Lucerne, ils sont à l'origine du projet du DHS qui reçoit bientôt le soutien de la Société suisse d'histoire.
En 1987, l'Assemblée fédérale approuve les crédits permettant de lancer le projet, dans le cadre des célébrations marquant le 700e anniversaire de la Confédération suisse, en 1991, et en parallèle avec plusieurs publications historiques ou historiographiques, telles que le Schweizer Lexikon en six volumes. L'année suivante, la « Fondation Dictionnaire Historique de la Suisse » est créée avec le double but d'éditer un dictionnaire historique en plusieurs tomes, qui tienne compte des recherches historiques récentes tout en restant accessible à un large public, et de publier ce dictionnaire sous la forme d'une banque de données électroniques.

### Mise en ligne du e-DHS et parution du premier volume
C'est le 4 septembre 1998 que les 8 000 premiers articles (équivalant à trois volumes) du e-DHS sont présentés en trois langues aux médias, à Berne. Cette ouverture gratuite avait été précédée par la réalisation d'un prototype mis en ligne dès août 1997, mais accessible uniquement aux collaborateurs de la fondation. Le succès de ce prototype en ligne est tel que le conseil de fondation décide, à l'automne 1997, de ne pas sortir le premier volume papier en 1998 comme prévu, mais de changer la séquence des publications et de débuter avec le site du e-DHS avant de publier le premier livre. Cette décision permettait également de mettre plus rapidement à disposition des articles déjà rédigés, sans devoir tenir compte de l'ordre alphabétique.
En 2002, le site compte 11 300 entrées disponibles dans au moins l'une des trois langues, selon le responsable informatique de la fondation. Le site, volontairement sobre et sans illustrations, a coûté près de 10 000 francs pour sa réalisation et subit une mise à jour toutes les quatre semaines. Par manque de moyens, l'idée de réaliser un CD-ROM a été abandonnée, alors que le développement d'un moteur de recherche par mot-clé a été retardé.
Après la mise en ligne du e-DHS, les travaux liés à la version papier reprennent. Le 14 juin 1999, un nouveau contrat est signé avec la maison d'édition Schwabe pour pallier le départ de deux des trois éditeurs engagés dans le projet, à la suite d'une modification de leur ligne éditoriale. Cette annonce de collaboration, doublée par une subvention de 500 000 francs allouée par le Conseil fédéral pour couvrir les frais d'impression des dix premiers volumes, permettent de prévoir une sortie du premier volume en 2002, malgré les critiques qui dénonçaient un abandon de la version papier au profit du e-DHS.
C'est finalement le 31 octobre 2002 qu'est présenté officiellement le premier des douze volumes prévus à la fois en allemand (sous le nom de Historisches Lexikon der Schweiz et publié par Schwabe S.A.), en français (publié par Gilles Attinger à Hauterive) et en italien (sous le nom de Dizionario storico della Svizzera et publié par Armando Dadò à Locarno) lors d'une cérémonie tenue dans les locaux de la Bibliothèque nationale suisse et présidée par Jean Guinand, président de la fondation et Ruth Dreifuss, conseillère fédérale chargée de la culture. Les volumes suivants sont édités à raison d'un par an, et sont publiés chaque automne.

### Poursuite du projet
Le 4 octobre 2006, le conseiller aux États Bruno Frick dépose un postulat cosigné par seize de ses collègues au Conseil fédéral dans lequel il demande des précisions quant à l'avenir du DHS, après la parution du dernier des treize volumes en 2014, et en particulier du sort réservé au e-DHS. À ce moment, près de 80 % des articles sont déjà écrits et le cinquième tome du dictionnaire est déjà sorti. Dans sa réponse, le Conseil fédéral « reconnaît pleinement la portée du Dictionnaire historique de la Suisse (DHS), à la fois pour la recherche historique et pour la cohésion nationale ». Il affirme également que le financement du projet, jusqu'à la sortie du dernier volume en 2014, est assuré, tout en précisant qu'un rapport faisant des propositions sur l'avenir de la base de données devra être réalisé lors de la législature 2012-2015.
Dès lors, la Fondation du DHS est largement représentée dans différentes manifestations, tel le colloque de l'automne 2007, organisé par l'ASSH sur le thème de « La mémoire numérique de la Suisse : état, défis et solutions » ou en 2008 dans le cadre de l'exposition « Au début est le verbe », organisée par la Bibliothèque nationale suisse, sur le thème de la réalisation d'encyclopédies dans le temps et qui utilise l'article du DHS sur Ruth Dreifuss comme fil rouge.
Lors de cette même année 2008, la parution du septième tome permet d'atteindre les 71 000 articles, alors que 206 000 des 210 000 lignes prévues pour fin 2009 sont déjà disponibles en ligne sur le e-DHS. Le coût total estimé du projet est d'environ 80 millions de francs, selon son rédacteur en chef Marco Jorio.
Pendant ce temps, le e-DHS subit plusieurs modifications : l'introduction d'une zone accessible uniquement à l'aide d'un mot de passe et réservée aux auteurs permet à ceux-ci de proposer des modifications en ligne de leurs articles ; les options de recherche, tout d'abord limitées uniquement à la recherche par titre d'article, se sont élargies pour offrir la possibilité de retrouver des articles par date de parution ou de faire une recherche sur l'ensemble du texte des articles dans une langue donnée. Enfin, en avril 2009, le DHS offre un accès direct à deux banques de données historiques : le répertoire des noms de famille suisses (en allemand Familiennamenbuch der Schweiz qui dresse la liste des quelque 48 500 familles possédant un droit de bourgeoisie en Suisse) et le Glossarium Helvetiae Historicum, lexique toponymique suisse créé par Norbert Furrer.
À partir de la fin janvier 2014, le dernier volume étant sous presse, la totalité des articles est disponible en ligne. La plupart des contrats liant le DHS à ses collaborateurs sont résiliés au 31 mars 2014. Le treizième et dernier volume est publié le 24 octobre 2014. La poursuite du projet est engagée avec le « projet Nouveau DHS » lancé en août 2013 qui reprend les textes et les illustrations du DHS imprimé. Ce nouveau projet est piloté par Christian Sonderegger, directeur opérationnel du DHS dès 2015.
Le 20 décembre 2018, le DHS met en ligne la version bêta de son nouveau dictionnaire en ligne qui est ensuite mise en production à partir de mai 2019. Des nouveaux textes sont ajoutés depuis cette date.

## Contenu et choix éditoriaux

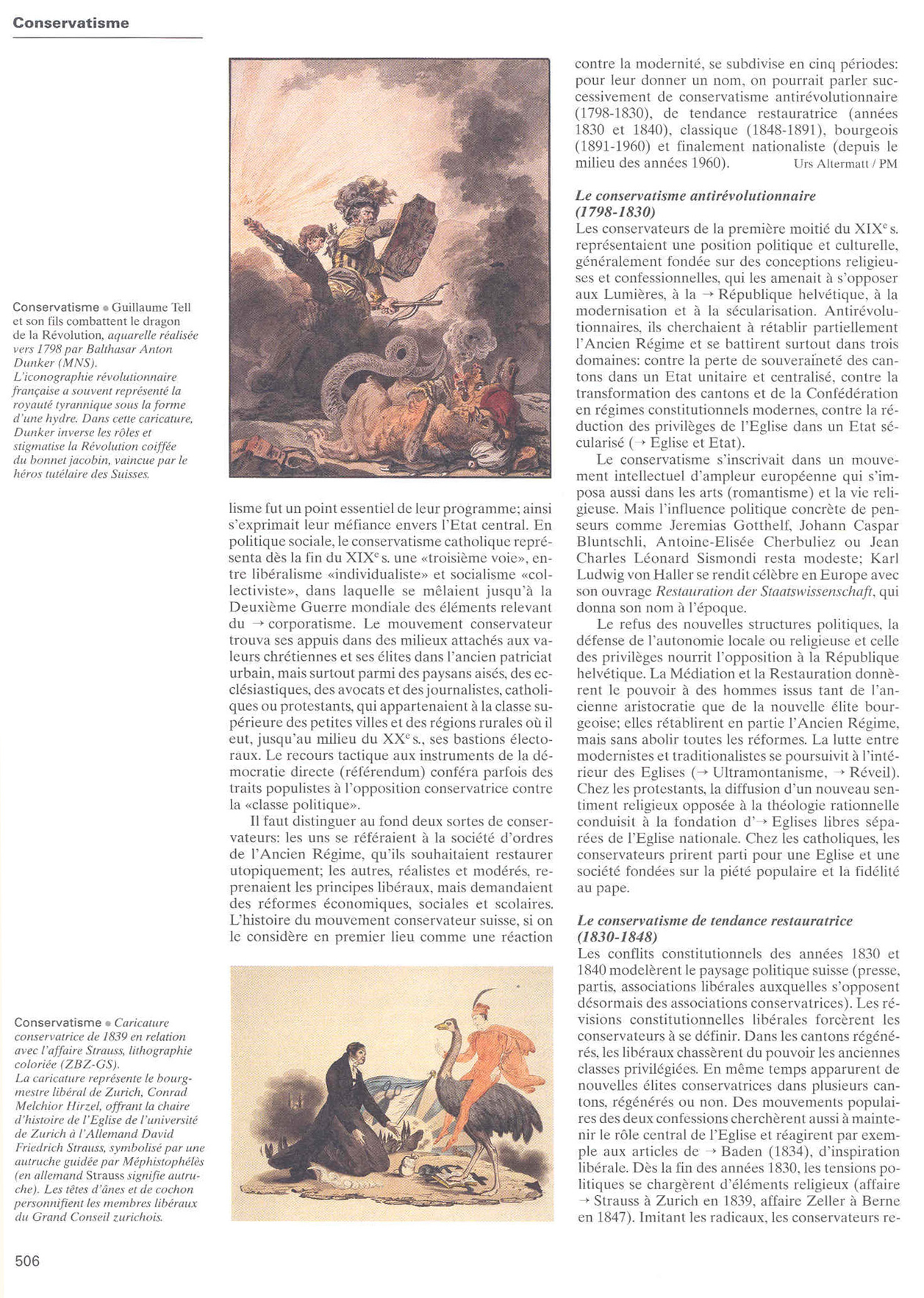
La version imprimée du DHS, avec les illustrations reprises en partie dans l'eDHS.

Si le contenu du DHS couvre l'ensemble des périodes historiques sur le territoire actuel suisse, une importance plus grande est donnée à certaines d'entre elles en fonction du matériel historique disponible : ainsi, 10 % des articles couvrent la période allant du Paléolithique jusqu'au début du Moyen Âge, contre 20 % traitant de la période entre la Première Guerre mondiale et la fin du XXe siècle.
Avant d'écrire le premier article, la liste complète des entrées a été établie en s'appuyant sur des critères définis à l'avance, permettant ainsi, au bout de trois ans de travail, de limiter cette liste à 36 000 articles qui se répartissent en quatre catégories : les biographies qui représentent 35 % du nombre total d'articles, les familles et la généalogie qui forment environ 10 %, la géographie (comprenant entre autres les communes, cantons, les bailliages ou sites archéologiques) pour près d'un tiers du total ; les quelque 25 % restants sont répartis dans différents thèmes, tels que les phénomènes et concepts historiques ou les institutions. La taille des articles n'est pas fixée et varie, selon le sujet, de quelques lignes à plusieurs pages.
Les articles des treize volumes sont illustrés par des images historiques provenant de musées, cabinets d'estampes et archives accompagnées de légendes, ainsi que des cartes et des graphiques. Ces images ont été réunies et légendées par Pierre Chessex et Werner Bosshard de 1990 à 2014. L'illustration est reprise dans le DHS électronique.
Aussi bien la rédaction des articles que la saisie de la liste des entrées ou la gestion du projet lui-même utilisent largement le support informatique. Ainsi, dès 1992, les textes sont saisis dans un format conforme à la norme ISO-SGML. Cela permet notamment d'automatiser la conversion dans le format HTML, utilisé dans les pages web.

## Organisation

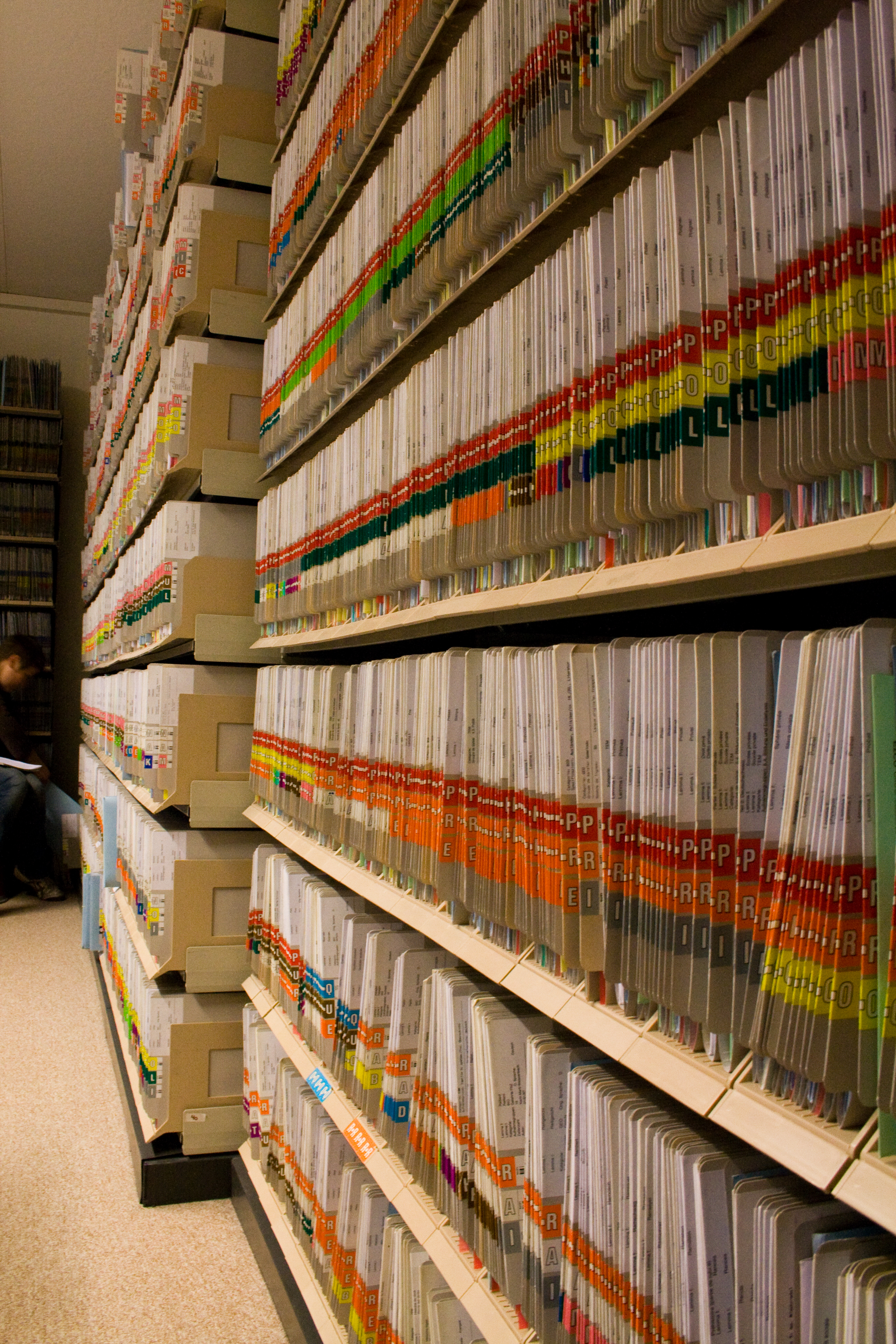
Rédaction du DHS dans les locaux de Berne.

Le personnel qui a réalisé le dictionnaire se divise en deux catégories : les quelque quarante employés de la fondation à Berne ou dans les succursales de Bellinzone et de Coire, les collaborateurs indépendants qui regroupent 75 traducteurs, une centaine de conseillers travaillant dans différentes universités suisses et étrangères, ainsi que dans les archives de tout le pays, et surtout près de 2 500 auteurs.
Marco Jorio a été à la tête de l'entreprise de 1988 à 2014. Celle-ci est structurée en quatre rédactions de langue, une rédaction de l'iconographie, une section informatique et un service administratif chargé du secrétariat et de la comptabilité. Cette organisation est mandatée par la Fondation du DHS, elle-même dirigée par un conseil de fondation composé de treize membres au maximum, nommés par la Société suisse d'histoire, l'ASSH, la Confédération, le Fonds national suisse et l'Association des archivistes suisses. Les présidents du conseil de fondation sont successivement Georges-André Chevallaz de 1988 à 1992, Ernst Rüesch de 1993 à 1996, Jean Guinand de 1997 à 2004, Peter Schmid de 2005 à 2010 et enfin Martine Brunschwig Graf de 2011 à 2016.
Le 1er janvier 2017, la Fondation du DHS termine sa mission et passe le témoin à l’ASSH.

## Lexicon istoric reticet e-LIR
Une édition réduite du dictionnaire paraît également en romanche sous le titre de Lexicon istoric retic (LIR) ; cet ouvrage est le premier dictionnaire spécialisé de la Suisse rhéto-romane. Il a pour but « de présenter, de la manière la plus exhaustive qu'il sera possible, l'évolution historique et culturelle de l'espace rhétique et grison, c'est-à-dire de l'actuel canton trilingue des Grisons et de quelques régions limitrophes ». Le dictionnaire imprimé est composé de 3 200 articles portant sur des biographies, lieux ou évènements régionaux ; le premier volume paraît à la fin 2010, le second en 2012 :
- Abundi à Luzzi, vol. 1, Coire, Desertina, 2010, 575 p. (ISBN 978-3-85637-390-0)
- Macdonald à Zwingli, vol. 2, Coire, Desertina, 2012, 583 p. (ISBN 978-3-85637-391-7)

Le site web associé au LIR, baptisé e-LIR, est en ligne depuis 2004. Selon les responsables du site, il est le premier dictionnaire au monde où le travail rédactionnel s'effectue directement sur Internet.

## Ouvrages

### En allemand
- Aa - Basel (Fürstbistum), vol. 1, Bâle, Schwabe, 2002, 793 p. (ISBN 978-3-7965-1901-7)
- Basel (Kanton) - Bümpliz, vol. 2, Bâle, Schwabe, 2003, 854 p. (ISBN 978-3-7965-1902-4)
- Bund - Ducros, vol. 3, Bâle, Schwabe, 2004, 850 p. (ISBN 978-3-7965-1903-1)
- Dudan - Frowin, vol. 4, Bâle, Schwabe, 2005, 879 p. (ISBN 978-3-7965-1904-8)
- Fruchtbarkeit - Gyssling, vol. 5, Bâle, Schwabe, 2006, 880 p. (ISBN 978-3-7965-1905-5)
- Haab - Juon, vol. 6, Bâle, Schwabe, 2007, 886 p. (ISBN 978-3-7965-1906-2)
- Jura - Lobsigen, vol. 7, Bâle, Schwabe, 2008, 911 p. (ISBN 978-3-7965-1907-9)
- Locarnini - Muoth, vol. 8, Bâle, Schwabe, 2009, 876 p. (ISBN 978-3-7965-1908-6)
- Mur - Privilegien, vol. 9, Bâle, Schwabe, 2010, 850 p. (ISBN 978-3-7965-1909-3)
- Pro - Schafroth, vol. 10, Bâle, Schwabe, 2011, 881 p. (ISBN 978-3-7965-1910-9)
- Schaichet - Stgb, vol. 11, Bâle, Schwabe, 2012, 903 p. (ISBN 978-3-7965-1911-6)
- Stich - Vinzenzferre, vol. 12, Bâle, Schwabe, 2013, 909 p. (ISBN 978-3-7965-1912-3)
- Viol - Zyro, vol. 13, Bâle, Schwabe, 2014 (ISBN 978-3-7965-1913-0)

### En français
- Aa-Ban de l'Empire, vol. 1, Hauterive, Éditions Gilles Attinger, 2002, 793 p. (ISBN 2-88256-134-2)
- Bandelier-Camuzzi, vol. 2, Hauterive, Éditions Gilles Attinger, 2003, 842 p. (ISBN 2-88256-143-1)
- Canada - Derville-Maléchard, vol. 3, Hauterive, Éditions Gilles Attinger, 2004, 816 p. (ISBN 2-88256-153-9)
- Desaix - Fintan, vol. 4, Hauterive, Éditions Gilles Attinger, 2005, 827 p. (ISBN 2-88256-157-1)
- Firl - Grize, vol. 5, Hauterive, Éditions Gilles Attinger, 2006, 867 p. (ISBN 2-88256-167-9)
- Grob - Istighofen, vol. 6, Hauterive, Éditions Gilles Attinger, 2007, 870 p. (ISBN 2-88256-180-6)
- Italianité - Lozza, vol. 7, Hauterive, Éditions Gilles Attinger, 2008, 856 p. (ISBN 978-2-88256-197-8)
- Lü - Muoth, vol. 8, Hauterive, Éditions Gilles Attinger, 2009, 885 p. (ISBN 978-2-940418-06-0)
- Mur - Polytechnicum, vol. 9, Hauterive, Éditions Gilles Attinger, 2010, 920 p. (ISBN 978-2-940418-18-3)
- Poma - Saitzew, vol. 10, Hauterive, Éditions Gilles Attinger, 2011, 900 p. (ISBN 978-2-940418-31-2)
- Sal - Stadtmann, vol. 11, Hauterive, Éditions Gilles Attinger, 2012, 910 p. (ISBN 978-2-940418-38-1)
- Staechelin - Valier, vol. 12, Hauterive, Éditions Gilles Attinger, 2013, 902 p. (ISBN 978-2-940418-39-8)
- Valkenier - Zyro, vol. 13, Hauterive, Éditions Gilles Attinger, 2014 (ISBN 978-2-940418-40-4)

### En italien
- Aa - Basilea, Fadrique de, vol. 1, Locarno, Armando Dadò, 2002, 860 p. (ISBN 88-8281-099-2)
- Basilea (cantone) - Calvino, vol. 2, Locarno, Armando Dadò, 2003, 911 p. (ISBN 88-8281-125-5)
- Cama - Delz, vol. 3, Locarno, Armando Dadò, 2004, 886 p. (ISBN 88-8281-150-6)
- De Man - Flury, vol. 4, Locarno, Armando Dadò, 2005, 869 p. (ISBN 88-8281-168-9)
- Fmi - Greyerz, vol. 5, Locarno, Armando Dadò, 2006, 871 p. (ISBN 88-8281-200-6)
- Gribbio - Istruzione pubblica, vol. 6, Locarno, Armando Dadò, 2007, 917 p. (ISBN 978-88-8281-206-5)
- Italia - Lugrin, vol. 7, Locarno, Armando Dadò, 2008, 922 p. (ISBN 978-88-8281-230-0)
- Luigi - Napoli, vol. 8, Locarno, Armando Dadò, 2009, 888 p. (ISBN 978-88-8281-259-1)
- Narbel - Pottu, vol. 9, Locarno, Armando Dadò, 2010, 919 p. (ISBN 978-88-8281-277-5)
- Poulet - Sapun, vol. 10, Locarno, Armando Dadò, 2011, 916 p. (ISBN 978-88-8281-302-4)
- Saraceni - Starrkirchwil, vol. 11, Locarno, Armando Dadò, 2012, 915 p. (ISBN 978-88-8281-336-9)
- Statalismo - Valeyres sous Ursins, vol. 12, Locarno, Armando Dadò, 2013, 908 p. (ISBN 978-88-8281-357-4)
- Valichi - Zyro, vol. 13, Locarno, Armando Dadò, 2014 (ISBN 978-88-8281-383-3)

### Sources primaires (DHS)
1. 1 2  Catherine Santschi, « Dictionnaires encyclopédiques » dans le Dictionnaire historique de la Suisse en ligne.
2. 1 2 3  « Historique du projet DHS », sur dhs.ch (consulté le 4 avril 2009).
3. ↑  (de) « Jahresbericht 2008: Historisches Lexikon der Schweiz » [PDF], sur hls-dhs-dss.ch (consulté le 4 avril 2009).
4. ↑  « Nouvelle offre sur le site du DHS », sur hls-dhs-dss.ch (consulté le 29 mai 2009).
5. ↑  « Merci et au revoir ! », sur hls-dhs-dss.ch (consulté le 1er juillet 2014).
6. ↑  « Le dictionnaire historique suisse est achevé ! » [PDF], sur hls-dhs-dss.ch (consulté le 9 novembre 2014).
7. ↑  « Le Nouveau DHS : perspectives électroniques », sur hls-dhs-dss.ch (consulté le 1er juillet 2014).
8. ↑  « Dictionnaire historique de la Suisse », sur beta.hls-dhs-dss.ch (consulté le 20 décembre 2018).
9. ↑  (de) « Das rätoromanische Lexicon Istoric Retic erscheint! » [PDF], sur hls-dhs-dss.ch (consulté le 16 avril 2011).